# Championnat du Zimbabwe de football 1995
Navigation
Saison suivante Saison suivante
La saison 1995 du Championnat du Zimbabwe de football est la trente-quatrième édition de la première division professionnelle au Zimbabwe à poule unique, la National Premier Soccer League. Seize clubs prennent part au championnat qui prend la forme d'une poule unique où toutes les équipes se rencontrent deux fois au cours de la saison. En fin de saison, les deux derniers du classement sont relégués et remplacés par les deux meilleurs clubs de Division II, la deuxième division zimbabwéenne.
C'est le club des Dynamos FC Harare, tenant du titre, qui termine à nouveau en tête du classement final, à égalité de points, avec le même différence de buts mais une meilleure attaque que le Blackpool FC Harare et cinq points d'avance sur le Black Aces FC. C'est le 16e titre de champion du Zimbabwe de l'histoire du club. 

## Les clubs participants
| - Black Aces FC - Blackpool FC Harare - CAPS United - Tongogara FC - Lancashire Steel FC - Promu de Division II - Wankie FC - Highlanders FC - Dynamos FC Harare | - Eiffel Flats FC - Garin Tigers FC - Promu de Division II - Chapungu United FC - Zimbabwe Saints - Black Rhinos - Mhangura FC - Tanganda Murate - Rufaro Rovers FC |

## Compétition
Le barème de points servant à établir le classement se décompose ainsi :
- Victoire : 3 points
- Match nul : 1 point
- Défaite : 0 point

### Classement
| Rang | Équipe               | Pts | J  | G  | N  | P  | Bp | Bc | Diff |
| ---- | -------------------- | --- | -- | -- | -- | -- | -- | -- | ---- |
| 1    | Dynamos FC HarareT   | 58  | 30 | 17 | 7  | 6  | 54 | 29 | +25  |
| 2    | Blackpool FC Harare  | 58  | 30 | 17 | 7  | 6  | 50 | 25 | +25  |
| 3    | Black Aces FC        | 53  | 30 | 16 | 5  | 9  | 45 | 25 | +20  |
| 4    | CAPS United          | 52  | 30 | 15 | 7  | 8  | 46 | 28 | +18  |
| 5    | Zimbabwe Saints      | 52  | 30 | 15 | 7  | 8  | 52 | 36 | +16  |
| 6    | Lancashire Steel FCP | 48  | 30 | 14 | 6  | 10 | 59 | 44 | +15  |
| 7    | Wankie FC            | 46  | 30 | 13 | 7  | 10 | 33 | 37 | -4   |
| 8    | Highlanders FC       | 42  | 30 | 12 | 6  | 12 | 34 | 30 | +4   |
| 9    | Chapungu United FCC  | 41  | 30 | 11 | 8  | 11 | 45 | 37 | +8   |
| 10   | Tanganda Murate      | 40  | 30 | 12 | 4  | 14 | 35 | 52 | -17  |
| 11   | Mhangura FC          | 39  | 30 | 10 | 9  | 11 | 38 | 39 | -1   |
| 12   | Tongogara FC         | 38  | 30 | 11 | 5  | 14 | 39 | 54 | -15  |
| 13   | Grain Tigers FCP     | 28  | 30 | 6  | 10 | 14 | 27 | 40 | -13  |
| 14   | Rufaro Rovers FC     | 26  | 30 | 7  | 5  | 18 | 25 | 57 | -32  |
| 15   | Black Rhinos         | 25  | 30 | 5  | 10 | 15 | 29 | 52 | -23  |
| 16   | Eiffel Flats FC      | 20  | 30 | 5  | 5  | 20 | 25 | 51 | -26  |

|  | Qualification pour la Coupe des clubs champions 1996                                |
|  | Qualification pour la Coupe des Coupes 1996                                         |
|  | Relégation en deuxième division                                                     |
|  | T : Tenant du titre C : Vainqueur de la Coupe du Zimbabwe P : Promu de Division Two |

## Bilan de la saison
| Championnat du Zimbabwe de football 1995 |                               |
| Champion                                 | Dynamos FC Harare (16e titre) |
| Coupes et trophées                       |                               |
| Vainqueur de la Coupe du Zimbabwe 1995   | Chapungu United FC            |
| Qualifications continentales             |                               |
| Coupe des clubs champions 1996           | Dynamos FC Harare             |
| Coupe des Coupes 1996                    | Chapungu United FC            |
| Coupe de la CAF 1996                     | Aucun                         |
| Promotions et relégations                |                               |
| Promus en National Premier Soccer League | Blue Swallows FC              |
| Promus en National Premier Soccer League | Ziscosteel FC                 |
| Relégués en Division One                 | Black Rhinos                  |
| Relégués en Division One                 | Eiffel Flats FC               |